# 黑明根 (巴登-符腾堡州)
黑明根（德語：Hemmingen，發音：[ˈhɛmɪŋən] ⓘ）是德国巴登-符腾堡州斯图加特行政区路德维希堡县的市镇，面积12.34平方千米，人口为人。